# Liste des maires d'Ustaritz
Liste des anciens maires d’Ustaritz

## Liste des maires
- 1790 : Duhalde l'aîné

- 1790 : Martin-Isidore Dibarrart

- 1792 : Mathieu Duhalde

- 1793 : Jean-Baptiste Saint-Jean

- 1794 : Jean Marithury

- 1795 : André Haitze

- 1796 : Dominique Garat

- 1798 : Pierre Dassance

- 1801 : Antoine Scholtus

- 1803 : André Haitze

- 1813 : Auger Dibasson

- 1821 : Jean Novion

- 1825 : Pierre Duhalde

- 1826 : André Haitze

- 1832 : Jean Duhart

- 1836 : Martin Saint-Jean

- 1840 : Paul Garat

- 1848 : Lucien Novion

- 1849 : Salvat Darmendrail

- 1852 : Paul Garat

- 1865 : Dominique Sescosse

- 1869 : Laurent Sescosse

- 1871 : Salvat Detchart

- 1878 : Amédée de Laborde-Noguez

- 1879 : Martin Darmendraïl

- 1884 : Amédée de Laborde-Noguez

- 1888 : Pierre Duhart

- 1898 : Charles Duhart

- 1904 : Bernard Olhagaray

- 1910 : Maurice Souberbielle

- 1939 : Louis Dassance

- 1959 : Gilbert Auroy

- 1977 : Bernard Dassance

## Compléments

### Source
François Lafitte-Houssat, Municipalité et pouvoir municipal à Ustaritz de 1840 à 1919, Université de Pau et des Pays de l'Adour, mémoire de maîtrise d'histoire, 1988.